# Altiphrynoides malcolmi
Altiphrynoides malcolmi es una especie de anfibios de la familia Bufonidae.
Es endémica de las Montañas Bale de Etiopía.
Su hábitat natural incluye montanos secos y zonas de arbustos tropicales o subtropicales a gran altitud.
Está amenazada de extinción.